# Erythrodiplax justiniana
Erythrodiplax justiniana är en trollsländeart som först beskrevs av Selys 1857.  Erythrodiplax justiniana ingår i släktet Erythrodiplax och familjen segeltrollsländor. Inga underarter finns listade i Catalogue of Life.

## Bildgalleri